# Jerzy Wieteski
Jerzy Wieteski (ur. 16 października 1934, zm. 24 kwietnia 2014) – polski piłkarz.
Wychowanek ŁKS-u Łódź, w którym grał w latach 1952–1965. Występował w pomocy i ataku, a pod koniec kariery piłkarskiej grywał także w obronie. W 1953 roku wywalczył wicemistrzostwo Polski juniorów, rok później wicemistrzostwo Polski seniorów. Największe sukcesy odniósł z kolegami w drugiej połowie lat 50., kiedy to sięgnął po Puchar Polski (1957) i mistrzostwo kraju (1958).